# Roadblock
Roadblock, auch bekannt als Im Bann der Gewalt, ist ein US-amerikanischer Thriller von Joey Travolta aus dem Jahr 1999.

## Handlung
Danny Devlin und seine Gang versuchen, aus einem Lagerhaus des Mafiapaten Gianni Grasso 1,2 Millionen Dollar zu stehlen. Die Pläne werden von Mo Ginsburg an Gianni verraten. Danny und seine Komplizen Ziggy Rotella und Gillette werden entdeckt und fliehen. Ziggy entführt dabei Giannis Bruder.
Danny kehrt in seinen Heimatort zurück, wo er vom kürzlichen Tod seiner Mutter erfährt. Er erbt eine Farm, die sich jedoch in finanziellen Schwierigkeiten befindet.
Danny und seine Freunde planen einen Raub in der Kleinstadt.

## Kritiken
Save.TV schrieb, der Thriller beinhalte „viel Humor“. Sein Showdown sei „exzellent“.